# جنسنغ ياباني
جنسنغ ياباني (الاسم العلمي: Panax japonicus) (بالإنجليزية: Japanses or Choikutsu Ginseng)‏ هو نوع من النباتات يتبع جنس الجنسنغ من الفصيلة الأرالية.